# Utøya
Koordinati:   60°01′25″N, 10°14′53″E
Utøya [úteja] je norveški otok v fjordu Tyrifjorden v norveški administrativni regiji Buskerud (občina Hole). Otok meri 10,6 hektarja in je od obale oddaljen 500 metrov. 
Utøya je v zasebni lasti mladinske politične stranke Arbeidernes ungdomsfylking, ki na otoku vsako poletje priredi tabor. Otok je možno najeti za prireditve. Večinoma ga pokriva gozd.

## Pomor 2011
22. julija 2011 je prišlo na otoku do množičnega strelskega pomora, in sicer v času tabora stranke AUF, ko je bilo na otoku 500 do 700 mladih. Moški, oblečen v policista, kasneje identificiran kot Anders Behring Breivik, je prispel na otok pod pretvezo zagotavljanja varnosti po eksploziji v Oslu, ki se je zgodila nekaj ur pred tem. Nato je začel streljati na posameznike; streljanje je trajalo okoli 90 minut, dokler niso prispeli policisti, ki se jim je zločinec predal. Skupno je streljanje terjalo vsaj 86 žrtev, poleg tega pa je eksplozija v središču prestolnice ubila 7 ljudi. Anders Behring Breivik, osumljenec za dvojni napad na Norveškem, naj bi bil povezan z norveškimi ultradesničarskimi skrajneži in krščanskimi fundamentalisti.